# Acacia eriopoda
Acacia eriopoda é uma espécie de leguminosa do gênero Acacia, pertencente à família Fabaceae.